# Cassano Magnago
Cassano Magnago és un municipi italià, situat a la regió de la Llombardia i a la província de Varese. L'any 2004 tenia 20.754 habitants.